# Wiedenbrücker Kreuztracht

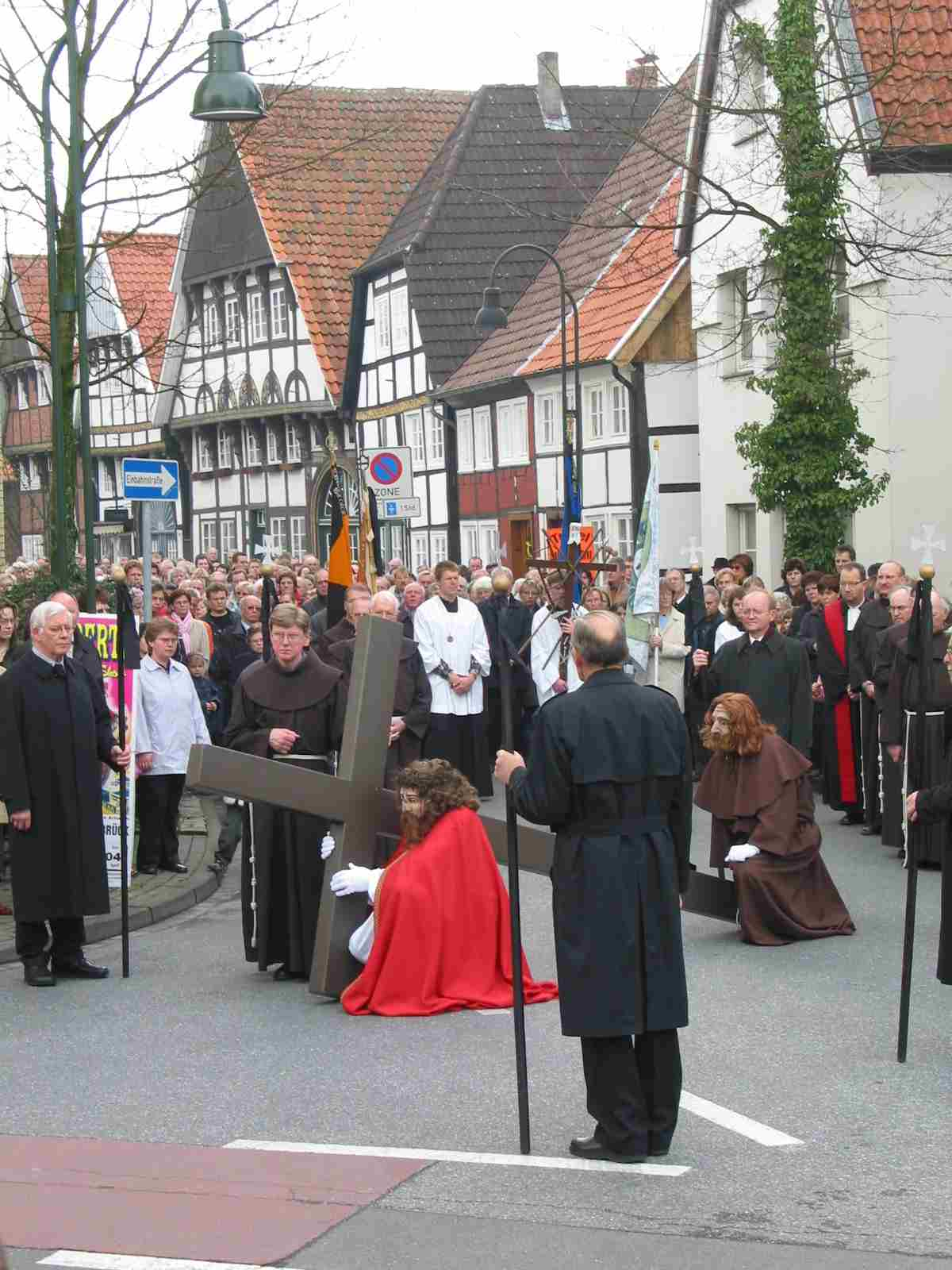
Karfreitagsprozession in Wiedenbrück: An der Ecke Lange Str./Mönchstr.

Als Wiedenbrücker Kreuztracht wird eine Karfreitagsprozession in Wiedenbrück, einem Stadtteil von Rheda-Wiedenbrück, in Ostwestfalen bezeichnet. Bei der Kreuztracht, einer frommen Übung, zieht eine Prozession durch die Altstadt von Wiedenbrück, die den Kreuzweg Jesu Christi zur Hinrichtungsstätte nach Golgota nachempfindet.

## Geschichte
Die Kreuztracht wurde 1663 von den Franziskanern, die seit 1644 in Wiedenbrück einen Konvent haben, nach Wiedenbrück gebracht. Von ihnen wurde sie seitdem mit nur wenigen Unterbrechungen (u. a. während des Zweiten Weltkriegs) bis 2020, dem Weggang der Franziskaner aus Wiedenbrück, durchgeführt. Seitdem obliegt die Durchführung dem Pfarrverband Reckenberg.
Traditionell sind die Darsteller ebenso wie deren Beweggründe für die Teilnahme an der Prozession nur wenigen Personen im Kloster bekannt. Gemutmaßt wird, dass zumindest in früherer Zeit auch Personen das Kreuz auf sich luden, die damit eine persönliche Schuld abtragen wollten. In diesem Zusammenhang halten sich bis in die jüngste Zeit Gerüchte, unter den Kreuzträgern befänden sich gelegentlich ehemalige Strafgefangene, die Buße tun wollten.
In jüngster Zeit nehmen auch Mitglieder der syrisch-orthodoxen Kirche von Antiochien, die in Wiedenbrück seit mehr als einem Jahrzehnt eine Gemeinde bilden, an der Prozession teil. Mit Gesängen aus der orthodoxen Liturgie gestalten dabei Mädchen und Jungen der Gemeinde eine Station der Prozession.

## Die Kreuztracht und die Karfreitagsliturgie

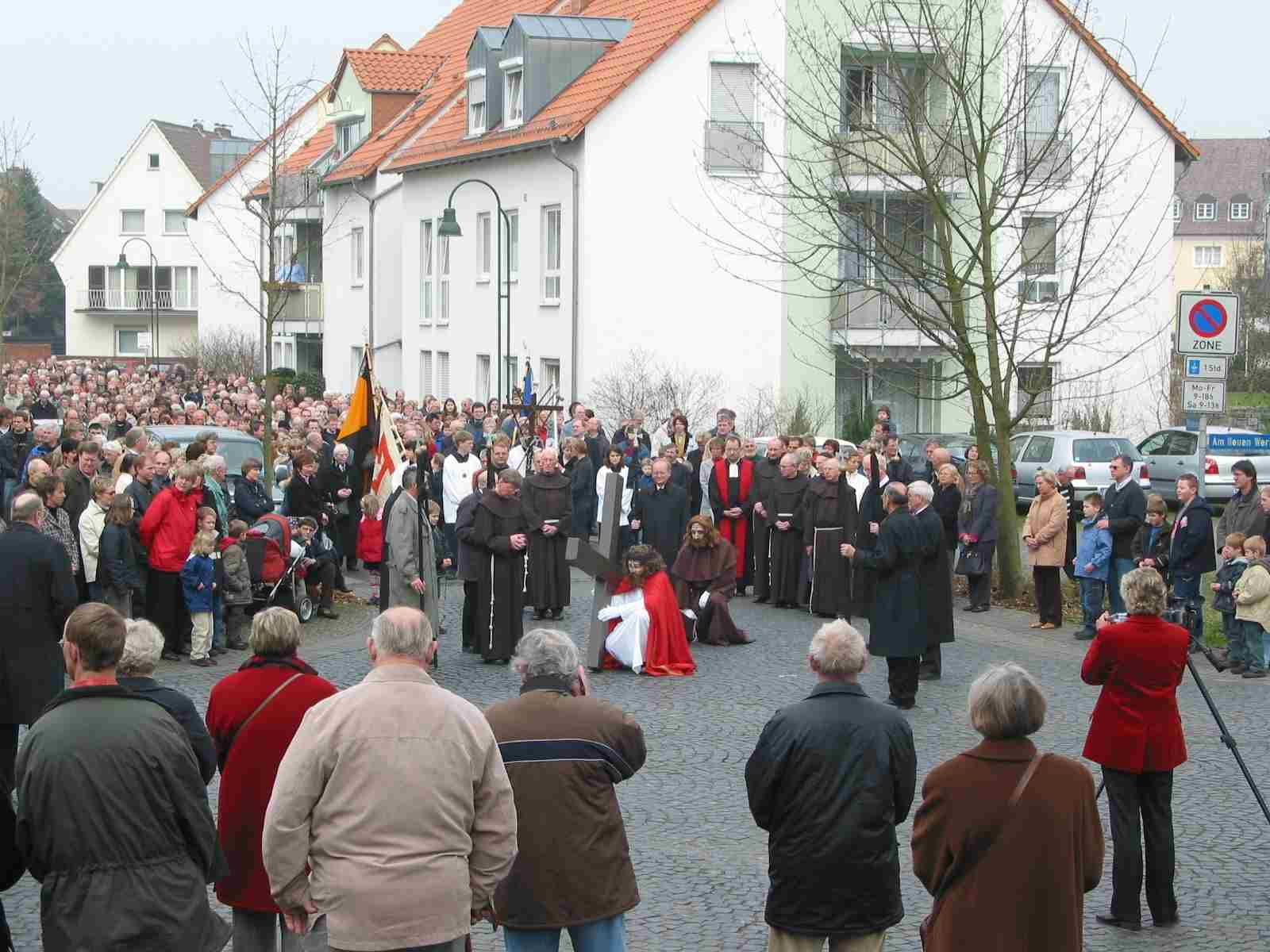
Am Reckenberg

Die Prozession ist in Wiedenbrück in die Liturgie des Triduum Sacrum eingebunden. Am Karfreitag beginnt am frühen Nachmittag in der Klosterkirche der Franziskaner die Feier vom Leiden und Sterben Christi. Bestandteil dieser Feier ist unter anderem der Vortrag der Passion aus dem Evangelium nach Johannes. Diese mit verteilten Rollen gelesene Perikope handelt von dem überlieferten Verhör Jesu durch den römischen Statthalter Pontius Pilatus (Joh 18,1–19,42 ). Pilatus ließ Jesus durch die Soldaten geißeln, die ihn zum Spott als „König der Juden“ verhöhnten, mit einem Purpurgewand kleideten und ihn mit einer Dornenkrone „krönten“. Das Verhör endet mit der Überantwortung Jesu an den Sanhedrin. Der Überlieferung nach schließt sich hieran der Kreuzweg Jesu durch Jerusalem nach Golgota an. Dieser wird durch die Kreuztracht nachempfunden. (Joh 19-16-28 ).
Nach der Prozession schließen sich sowohl in der Klosterkirche als auch in der nahen PfarrkircheSt. Aegidius die weiteren Bestandteile der Karfreitagsliturgie an.

## Zeitplan und Prozessionsweg

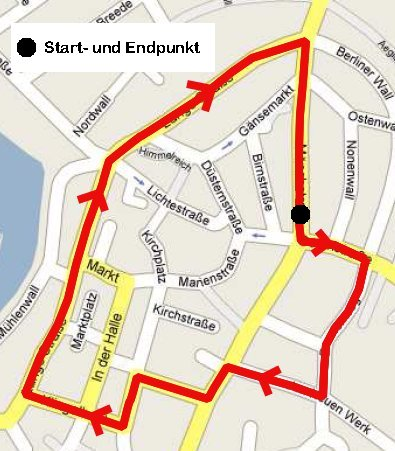
Karfreitags-Prozession in Wiedenbrück: Historische Route durch die Innenstadt

- 13:00 Uhr: Beginn der Liturgie vom Leiden und Sterben Christi
- ca. 13:30 Uhr: Auszug zur Kreuztracht aus der Marienkirche beginnend ab der Klosterkirche Kreuzung Mönch-/Wasserstraße und Rietberger Straße
- ca. 14:30 Uhr Fortsetzung der Liturgie vom Leiden und Sterben Christi in der Marienkirche

Abweichend vom obigen Plan beginnt für die Mitglieder des Chores, bei dem Neueinsteiger willkommen sind, um 12:45 Uhr im Gemeindesaal der Pfarrgemeinde St. Aegidius die Probe der Gesänge zur Prozession. Der Prozessionsweg verläuft durch die Wiedenbrücker Altstadt. Durch die Teilnahme der syrisch-orthodoxen Christen (s. Geschichte) hat er in den letzten Jahren gelegentlich eine Veränderung erfahren, um das etwas außerhalb der Innenstadt liegende Gemeindezentrum der Partnergemeinde einzubeziehen.

### Reihenfolge der Teilnehmer
Trotz der langen Tradition der Prozession gab es in der Reihenfolge der teilnehmenden Gruppen immer wieder Veränderungen. Derzeit zieht sie in der folgenden Reihenfolge durch die Straßen Wiedenbrücks:
- Messdiener
- Chor der Gemeinde
- Darsteller des Jesus und Simons von Cyrene, begleitet von den Franziskanern und sieben traditionell in Schwarz gekleidete Männer aus der Gemeinde. Diese halten die einen Stab mit Trauerflor. Simon von Cyrene wird in der Perikope nach Johannes nicht erwähnt, jedoch in Mt 27,32 EU.
- Gruppe von Kindern in einfachen Kostümen mit Leidenswerkzeugen und Spruchbannern. Die Kindergruppe symbolisieren das Volk und die Soldaten bei der Kreuzigung. Die Banner zeigen Bibelstellen aus den Kreuzigungsperikopen, etwa „Sein Blut komme über uns und unsere Kinder!“ (Mt 27,25 EU) oder „Kreuzige ihn!“ (Joh 19,15 EU).
- weitere Messdiener

## Chormusik

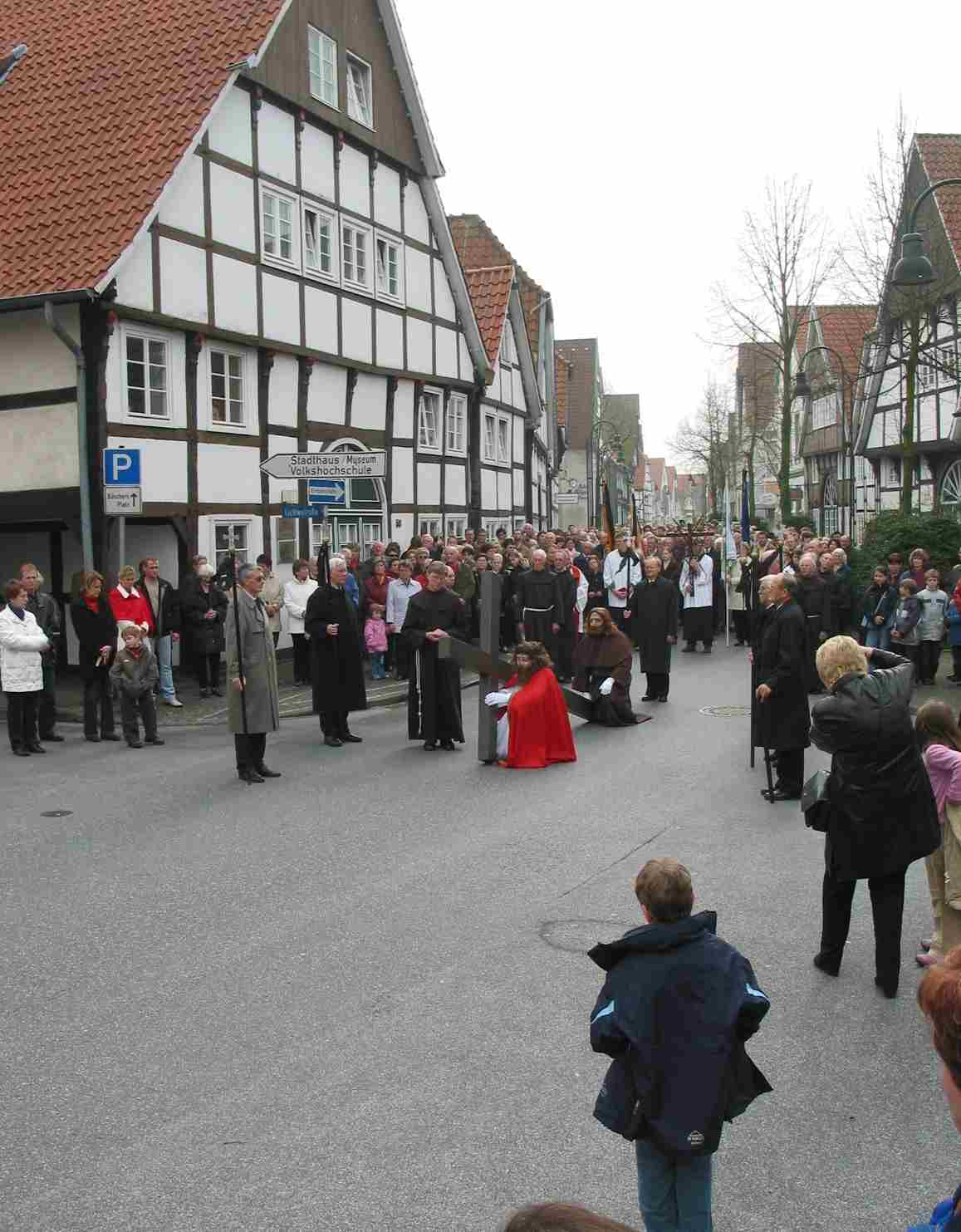
Lange Straße

Ein Chor, bestehend unter anderem aus Sängern des Kirchenchors der Gemeinde St. Aegidius, Wiedenbrück, der Nachbargemeinden, des Männergesangvereins „Hoffnung“, begleitet die Prozession mit Gesängen wie zum Beispiel den Improperien und dem Stabat mater. Aus dem Düsseldorfer Jesuitengesangbuch Geistliche Übungen bey der Heiligen Mission von 1759 stammt die gesungene Litanei Vater von dem Himmelsthron:
V: Vater von dem Himmelsthron
A: Sieh’ auf uns erbarme dich.
V: Jesu Christe Gottes Sohn
A: Sieh’ auf uns erbarme dich.
V: Geist, du Quell’ der Heiligkeit
A: Sieh’ auf uns erbarme dich.
V: Heiligste Dreifaltigkeit
A: Sieh’ auf uns erbarme dich.
| 1. V: Jesu, A: Jesu, V: der du kamst des Vaters Willen für uns sterbend zu erfüllen. A: Erbarme dich, erbarme dich wir fleh’n durch deine Schmerzen gib’ Reue unsern Herzen. 3. V: Jesu, A: Jesu, V: der du trägst zum Spott und Hohne Purpur, Rohr und Dornenkrone. A: Erbarme dich, erbarme dich wir fleh’n durch deine Schmerzen gib’ Reue unsern Herzen. | 2. V: Jesu, A: Jesu, V: der du blutend voll der Wunden an der Säule stehst gebunden. A: Erbarme dich, erbarme dich wir fleh’n durch deine Schmerzen gib’ Reue unsern Herzen. 4. V: Jesu, A: Jesu, V: der du fälschlich, ungehöret todesschuldig wirst erkläret. A: Erbarme dich, erbarme dich wir fleh’n durch deine Schmerzen gib’ Reue unsern Herzen. |

Des Weiteren wird noch gesungen:
Sei heil’ges Kreuz gegrüsset,
an dem mein Gott gebüßet,
an welchem mein Verlangen
mein Heiland hat gehangen.

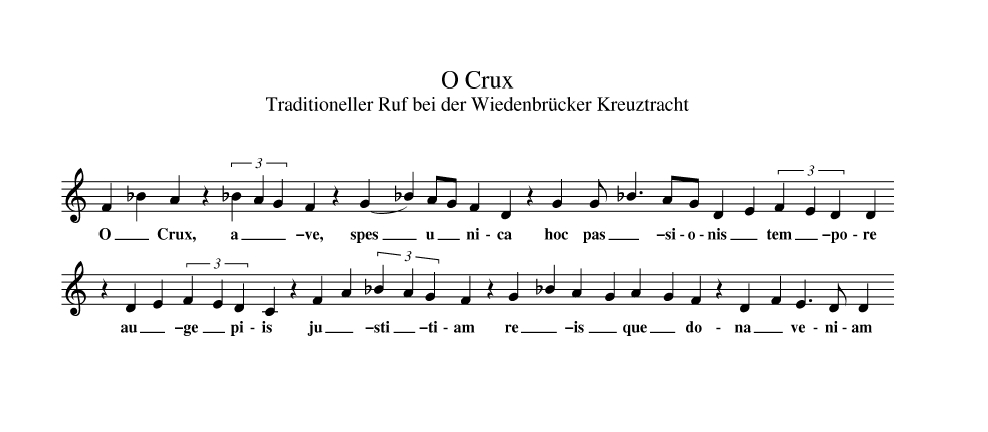
Notation des Rufs O crux

Bei den sieben Stürzen Jesu unter dem Kreuz stimmen die Männerstimmen den Ruf O crux, ave, spes an. Dieser ist Teil des um 600 entstandenen Hymnus Vexilla regis, des Venantius Fortunatus und wird dreimal in steigender Tonhöhe wiederholt. Eine Notation des Rufs wurde in den Diözesanteil des Gotteslob für das Erzbistum Paderborn aufgenommen.
Ruf O Crux, wie er annähernd in Wiedenbrück bei der Kreuztracht gesungen wirdⓘ
- youtube.com: „Vater von dem höchsten Thron“, Bistum Aachen (in geringen Details geänderte Version des „Vater von dem Himmelsthron“)

## Kreuztrachten an anderen Orten
Auch andere Orte in Westfalen kennen die Tradition der Kreuztracht:
- Bad Driburg-Pömbsen (Kreis Höxter)
- Brakel-Gehrden (Kreis Höxter)
- Delbrück (Kreis Paderborn)
- Menden (Sauerland) (Märkischer Kreis)
- Sundern-Stockum (Hochsauerlandkreis)
- Coesfeld (Kreis Coesfeld) und
- Hörstel-Bevergern (Kreis Steinfurt)